# کنگلو
کَنگِلو، روستایی است از توابع بخش مرکزی شهرستان سوادکوه در استان مازندران ایران. این روستا روستایی کوهستانی و گردشگری است و قلعه کنگلو به عنوان قلعه ای تاریخی و به جا مانده از دوران ساسانی در این روستا قرار دارد. منطقه تفریحی و چشمه برارده از توابع روستای کنگلو به‌شمار می‌رود.
فلسفه نام این روستا بدین شرح است ، کنگلو از ترکیب دو واژه کنگ و لو تشکیل شده است کنگ به معنی قلعه است و لو در زبان مازندرانی به معنای بالا می باشد ترکیب این دو واژه نام کنگلو را تشکیل میدهد که به معنای بالای قلعه می باشد(اشاره به قلعه تاریخی کنگلو).

## جمعیت
این روستا در دهستان راستوپی قرار دارد و براساس سرشماری مرکز آمار ایران در سال ۱۳۸۵، جمعیت آن ۸۷ نفر (۲۵خانوار) بوده‌است.